# Aleksandr Miseevič Volodin
Aleksandr Miseevič Volodin (Minsk, 10 febbraio 1919 – San Pietroburgo, 16 dicembre 2001) è stato uno sceneggiatore e regista sovietico.

## Filmografia

### Regista
- Proisšestvie, kotorogo nikto ne zametil (1967)